# Timoteu (sacerdot)
Timoteu (en llatí Timotheus, en grec antic Τιμόθεος) fou un atenenc de la família sacerdotal hereditària dels Eumòlpides.
Ptolemeu I Sòter se'l va emportar cap a Egipte per presidir i interpretar alguns ritus i cerimònies. Fou consultat pel rei quan a causa d'un somni, va pensar a introduir el culte de la deïtat estrangera Serapis, segons expliquen Tàcit i Plutarc.